# Zakaria Messibah
Zakaria Messibah (en arabe : زكريا مصيبح) est un footballeur algérien né le 16 octobre 1995 à Constantine. Il évolue au poste de milieu défensif au CS Constantine.

## Biographie
Il évolue en première division algérienne avec son club formateur, le Paradou AC. Il dispute actuellement 63 matchs en inscrivant 4 buts en Ligue 1.
Il participe à la Coupe de la confédération saison 2019-20 avec le Paradou. Il joue un match dans cette compétition africaine.

## Palmarès
Paradou AC
- Championnat d'Algérie D2 (1) :
  - Champion : 2016-17.